# Per Un Món Més Just
Per Un Món Més Just (PUM+J) és un partit polític espanyol d'àmbit estatal, creat el 2004, i que segons els seus estatuts, el seu objectiu principal és l'erradicació de la pobresa i la consecució de la igualtat en el món. Promou l'increment de la quantitat i qualitat de l'Ajuda Oficial al Desenvolupament (AOD), polítiques de condonació de deute extern, i unes regles justes de comerç internacional. Està registrat al Registre de Partits Polítics del Ministeri d'Interior d'Espanya des del 13 de gener de 2004.

## Eleccions
La seva primera participació electoral fou a les eleccions europees de 2004, en les quals va obtenir 9.202 vots (0,06%). Posteriorment també ha pres part en les eleccions als parlaments basc (2005) i català (2006), obtenint respectivament 1.261 (0,10%) i 945 vots (0,03%). També a les eleccions municipals i autonòmiques de 2007 (obtenint els resultats que es detallen als gràfics) i a les generals de 2008 amb presència a totes les circumscripcions electorals d'Espanya i obtenint 23.318 vots (0,09%) al Congrés i 126.000 al Senat. En 2009 va obtenir a les eleccions als parlaments gallec i basc, 3.507 (0,21%) i 3.069 vots (0,30%) respectivament.

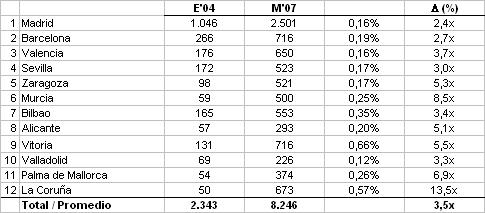
Vots obtinguts en cada municipi en comparació de les Eleccions Europees; Percentatge sobre el total de vots; Factor de creixement respecte a les Eleccions Europees.

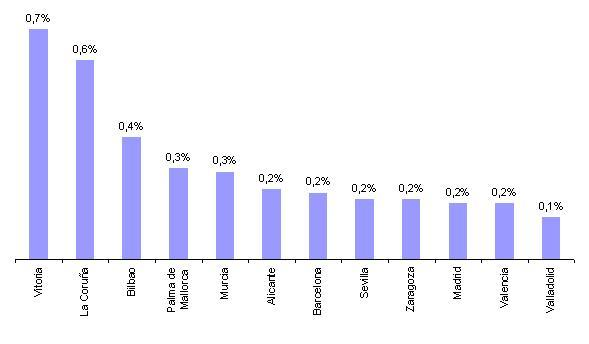
Percentatge sobre el total de vots a cada municipi.

A les eleccions europees de 2009, amb una llista encapçalada per Ramiro Viñuales va obtenir 24.507 vots (0,16%), sent la desena candidatura més votada. Va obtenir els seus millors resultats a Àlaba i Navarra (0,30 i 0,36% respectivament).
En 2015 va obtenir un regidor an Santurtzi que va participar en la candidatura Si se puede Santurtzi. PUM+J també va donar suport a la candidatura d'Ahora Madrid que va encapçalar Manuela Carmena a l'Alcaldia de Madrid. A les eleccions al Parlament Europeu de 2014 va concórrer en la coalició Primavera Europea que va obtenir un eurodiputat.
En 2016 alguns dels seus integrants van ser inclosos com a independents en les llistes de la coalició Unidos Podemos per Madrid, de cara a les eleccions generals d'aquest any. Van iniciar la campanya electoral amb una enganxda de cartells a la Tanca del Tarajal, a Ceuta.
Es va presentar a les eleccions al Parlament de Catalunya de 2017, obtenint 577 vots, creixent fins als 1.339 vots en les eleccions de 2021 amb unes llistes encapçalades per Lourdes Franco a Tarragona, David Quesada a Girona i Marc Garrigó a Lleida. En les eleccions al Parlament de Catalunya de 2024 va presentar com a cap de llista a Rafael Serrano Ordoñez.